# پیتر بوف
پیتر بوف (انگلیسی: Pieter Both؛ ۱۵۶۸ – ۶ مارس ۱۶۱۵) نخستین فرماندار کل هند شرقی هلند و اهل هلند بود.از سالهای ابتدایی او اطلاعات زیادی در دست نیست هنگامی که شرکت تازه تاسیس هند شرقی هلند تصمیم گرفت دولتی را برای هند شرقی هلند ایجاد کند ، از پیتر دعوت کرد تا به عنوان فرماندار کل اداره هند شرقی هلند را بر عهده بگیرد او نیز با چهار کشتی به هند شرقی سفر کرد.در آن دوره وی با حاکمان محلی قراردادهایی منعقد کرد ، تیمور را فتح کرد و اسپانیایی ها را از تیدور بیرون کرد.